# Necronomidol
Necronomidol (även stavat NECRONOMIDOL) är en japansk idol-grupp som bildades år 2014. Även om gruppen tillhör underground genren alt-idol har de flera gånger turnerat genom Europa och USA. Därmed anses de vara en ledande och framgångsrik grupp i genren. Sommaren 2019 och 2022 spelade de bland annat på NärCon Sommar i Linköping på den stora utomhusscenen. Oktober 2021 spelade de som första grupp sedan corona-pandemin på Fryshuset i Stockholm . Gruppens fjärde studioalbum har det svenska ordet Vämjelseriter som titel.

## Musikstilen
Necronomidols musik har kallats för en ovanlig kombination av J-pop med genrer som industrial, punkrock,  dark wave, shoegazing och främst heavy metal,, mer specifikt black metal. Tematiskt drar gruppen inspiration från H.P. Lovecrafts verk inom  Cthulhu-mytologin och mytologins magiska bok Necronomicon.

## Diskografi
Flera av Necronomidols skivor har även släppts genom det franska skivbolaget Specific, oftast på vinyl
Studioalbum
- Nemesis (2016)[16]
- Deathless (2017)[16]
- Voidhymn (2018)[17]
- Vämjelseriter (2021)[18]

EP
- From Chaos Born (2016)[16]
- Dawn Slayer (2017)[19]
- Strange Aeons (2018)[16]
- Scions of the Blasted Heath (2019)[20]
- Cursebreaker (2021)[15]
- l'Appel du vide (2022) [15]

Singlar
- Ikotsu Moufubuki (2015)[21]
- Reikon Shoumetsu (2015)[16]
- Etranger (2015)[16]
- Exitum (2015)[16]
- TUPILAQ (2020)[15]

## Medlemmar
När gruppen lanserades år 2014 fanns det 8 medlemmar på marknadsföringsmaterialet. Vid första spelningen på scenen några veckor senare fanns det dock bara 4 medlemmar kvar. Senare under 2014 utökades antalet medlemmar till 5, ett antal som var konstant till oktober 2019 även om flera olika medlemmar har byts ut. Sedan oktober 2019 har gruppen 4 medlemmar, förutom en kort tid under mars-april 2021 när de var 5 igen och november 2021 när de var 3. Efter europaturnén l'Appèl du vide slutade tre medlemmar och gör gruppen nu ett uppehåll.
Aktiva
- Himari Tsukishiro (2017 – nutiden)

Tidigare medlemmar
- Kaede (2014)
- Kagura Nagata (2014)
- Aisa Miyano (2014)
- Rio Maeda (2014)
- Setsuko Henmei (2014–2015)
- Rū Tachibana (2014–2015)
- Karen Kusaka (2015–2016)
- Hotaru Tsukumo (2014–2016)
- Sari (2014–2019)
- Hina Yotsuyu (2015–2019) nuförtiden i MANACLE
- Kunogi Kenbishi (2019)
- Risaki Kakizaki (2014-2020)
- Rei Imaizumi (2016–2020) nuförtiden i MANACLE
- Michelle (2019–2020) nuförtiden i The Devil's Killing Merry-go-round
- Shiki Rukawa (2020-2021)
- Roa Toda (2020-2021)
- Maria Hoshizora (2021)
- Nana Kamino (2020-2021)
- Towa Amou (2021–2022)
- Hisui Kurogane (2022)
- Meica Mochinaga (mars 2021 – 2022)
- Malin Kozakura  (mars 2021 – 2022)